# Балки (Білогірський район)
Ба́лки (до 1945 року — Арги́н; крим. Arğın) — село в Україні, у Білогірському районі Автономної Республіки Крим. Підпорядковане Зеленогірській сільській раді. Розташоване в центрі району.
Відстань від райцентру до населеного пункта становить 14 кілометрів по прямій.